# クイズ!倍買
『クイズ!倍買』（クイズばいばい）は、TBS系列で放送されているクイズバラエティ番組及び特別番組。

## 概要
「問題が進むごとに選択肢の数が増える」「1問正解ごとに手持ちの賞金が倍になる」というルールのもと、賞金を使い選択肢の数を減らしながら、挑戦者が賞金獲得を目指すクイズ番組。

## 放送回一覧
| 回 | 放送日                | 放送時間（JST） | 放送枠         | 備考 | 出典   |
| -- | --------------------- | --------------- | -------------- | --- | ------ |
| 1  | 2021年3月27日（土曜） | 14:00 - 14:54   | 土曜☆ブレイク  | | [ 1 ]  |
| 2  | 2021年6月29日（火曜） | 22:00 - 22:57   |                | 初の全国ネットで放送 | [ 2 ]  |
| 3  | 2021年9月15日（水曜） | 20:00 - 21:57   |                | 水曜ゴールデンタイムが全編ローカルセールス枠のため、 東北放送・CBCテレビ・山陰放送・中国放送・RKB毎日放送・宮崎放送・南日本放送を除く21局ネットで放送。 | [ 8 ]  |
| 4  | 2022年1月3日（月曜）  | 23:25 - 翌0:55  |                | | [ 9 ]  |
| 5  | 2022年3月30日（水曜） | 23:56 - 翌0:55  |                | | [ 10 ] |
| 6  | 2022年6月18日（土曜） | 15:30 - 16:30   |                | 関東ローカルで放送。(一部地域は遅れネット) | [ 11 ] |
| 7  | 2022年9月15日（木曜） | 23:56 - 翌0:55  | モクバラナイト | | [ 12 ] |
| 8  | 2022年9月22日（木曜） | 23:56 - 翌0:55  | モクバラナイト | | [ 13 ] |
| 9  | 2023年1月28日（土曜） | 18:51 - 21:00   |                | 全国ネットだが、18:51からはTBSテレビ（制作局）のみで、18:55にCBCテレビが飛び乗り。 それ以外の地域はいずれも19:00に飛び乗り。                            | [ 14 ] |

## 出演者

### 司会
- 設楽統（バナナマン）

### ひむらや店主
- 日村勇紀（バナナマン）

## ルール
- プレイヤーは、挑戦スタート時に参加費（第1回は1万円、第2回は5万円、第3回以降は3万円）を支払い、そのお金を原資にして賞金を増やしていく。第2回からは、1枚1万円の「倍買コイン」に換金する形となった。
- 出題される問題は、第1回は1択問題（必ず正解できるため、通常よりも非常に難しい問題が出題される）、第2回以降は2択問題からスタートし、1問ごとに選択肢の数が1つずつ増え、最終問題は10択となる（第2回の配信版では6択までの5問となっていた）。
- 出題ジャンルは、放送回や挑戦者ごとに代わっており、「漢字」「チェーン店にまつわるもの」「有名人の名前や日常でよく見る看板の正しい表記」などが出題される。第6回・第9回では義務教育問題（2択・小学1年生から1学年ずつ上昇しラストは10択・中学3年生問題）が出題。第7回以降は収録1週間前にテーマが出題され、それを元に予習して挑む。
- 1問正解ごとにその時点の所持金が倍増（第6回からは「チャンスソード」を使用した場合倍率が変動する）。最終問題の10択をクリアすればその時点の所持金をそのまま賞金として手に入れることができる。最高賞金は第1回は1万円×1024で1024万円、第2回は5万円×512で2560万円（配信版では160万円）、第3回以降は全て2倍の場合3万円×512で1536万円。ただし、1問でも不正解の時点でチャレンジ終了。賞金は全額没収となる。第4回までは途中でやめることはできなかったが、第5回からは「ドロップアウトソード」を使用すれば賞金を減らした上で持ち帰ることができる。
- 第9回では、1問あたりの制限時間は3分となっており、時間切れの場合は即失格となる。

ひむらや
- 当然ノーヒントでのクリアは非常に難しいため、別室の「ひむらや」店主の日村から解答に有利なアイテムを手持ちの賞金を支払い購入することもできる。ただし、手持ちの賞金が倍になる構造上、賞金を使う度に最高賞金が減ってしまう他、場合によっては難易度の上がる次の問題以降をノーアイテムでクリアしなければならないなど実質「詰む」状態になりかねない。アイテムは1問につき1つ購入可能。アイテムの効果や値段は回によって異なる。また、現在の所持金に対する割合で値段が決まるアイテムの場合、1万円未満切り捨て（最小1万円）。

シルバーソード
選択肢の個数を1つ減らすことができる。効果は低いが金額は1~3万円とリーズナブル。
ゴールドソード
選択肢の数を2～3つ減らすことができる。安定して強く、値段も3～10万円と序盤から中盤にかけて活躍する。
プラチナソード
選択肢の数を4～5つ減らすことができる。値段は15～30万円と高めだがかなり強力。
ランダム系
「ミラクルルーレット」「ルーレットソード」「ダーツソード」が登場。価格は所持金の3割～4割。
「ミラクルルーレット」「ルーレットソード」ではルーレットを回し出た数字の数だけ選択肢を減らす。運が良ければ2択（第2回の9択までは不正解全てを消すことも可能）まで絞れるが、さほど効果が無い場合や「ミラクルルーレット」では0（選択肢減少なし）も入っていた。
「ダーツソード」はダーツを投げ、刺さった部分の数だけ選択肢を減らす。中心に近いほど多くなり、真ん中に刺されば2択にすることができる。外した場合は再度投げ直し可能。第9回では、中心は0になり、中心を回り囲むように1,2,3（最大で2択になる数、最終問題では4（6択）から8（2択））となるようになった。
ダブルソード
2回解答することができ、1回目が不正解でももう1度解答することができる。値段は所持金の4割。
フレンド系
第5回までは「フレンドチケット」として使用すると事前に呼んでいたチャレンジャーのフレンドを呼び出し解答の相談をすることができる。1チャレンジ1回のみ使用可能だが無料・他のアイテムとの併用も可能だった。
第6回からは「フレンドソード」として所持金の3割が必要になったものの問題ごとに使用可能となる。
チャンスソード
第6回から登場。ピンボールに挑戦し、入った場所の倍率が正解した際の賞金にかけられる。選択肢を減らすことはできないが、答えに自信がある場合は使用して所持金を大幅に増やすチャンスとなる。値段は所持金の2割。
第6回では1倍・3倍・4倍となっており、1倍に入った場合は正解しても賞金は現状維持となる。第7回・第8回では1チャレンジ1回しか買えないが2倍・3倍・4倍となり最低でもプラスにすることができる。
ミラクルソード
どの問題でも選択肢を一気に2つに絞ることができる。非常に強力な分、値段も所持金の6割～9割と非常に高い。
ドロップアウトソード
第5回から登場。所持金の8割を払う事でその時点でチャレンジを終了。2割の残金を持ち帰ることができる。
ティーチャーズソード
第9回から登場。教員免許をもつ10人のオーディエンスの意見を参照できる。値段は所持金の4割。

## 完全制覇者
第9回終了時点で2組の完全制覇者が発生している。
| 放送日        | 挑戦者                                | 獲得金額 | 出典   |
| ------------- | ------------------------------------- | -------- | ------ |
| 2021年6月29日 | 山里亮太                              | 606万円  | [ 16 ] |
| 2023年1月28日 | 原晋監督夫妻&青山学院大学駅伝部チーム | 100万円  | [ 17 ] |

## スタッフ
第9弾（2023年1月28日放送分）
- ナレーション：服部伴蔵門
- 構成：藤井靖大、亀津雄介
- TM：鈴木博之（TBSテレビ）
- TD：水崎雄太
- カメラ：渡邉紘也
- VE：對間敏文
- 音声：中村心
- 照明：宮﨑佳苗
- 美術プロデューサー：清水久
- デザイン：水野谷重謙
- 美術制作：岩谷孝平
- 装置：坂本進
- 操作：佐藤翔太
- 電飾：田谷尚教
- メカシステム：安倍和也
- アクリル装飾：森美男
- 装飾：野呂利勝
- 特殊装飾：島田憲一
- 特殊装置：黒野堅太郎
- メイク：三田彩聖
- CG：キャニットG
- 編集：田中敦子
- MA：小川るみ
- 音響効果：村松聡
- 宣伝：多賀名千尋（TBSテレビ）
- TK：福田美由紀
- デスク：渡辺香織
- 編成：野村和矢（TBSテレビ）
- AD：木暮眞子、柳佳奈、佐々木湊、阿部貴大
- AP：関麻佑子（IVSテレビ制作） / 向恵利香、穴井里加子
- ディレクター：松田敦、内村貴徳（IVSテレビ制作）、佐々木祐貴
- 担当プロデューサー：松原拓也（TBSテレビ） / 渡邊正人・川上修（IVSテレビ制作）
- 演出：青木祐太（IVSテレビ制作）
- プロデューサー：石原隆史（TBSテレビ、以前は編成）
- 制作協力：IVSテレビ制作
- 制作：TBSテレビコンテンツ制作局バラエティ制作二部
- 製作著作：TBS

### 過去のスタッフ
- ナレーション：奥田民義、宇賀神メグ（TBSアナウンサー）
- 構成：矢野了平
- VE：愛川颯丈、久保澤知史
- 音声：飯田庸安芸
- 照明：木村郁恵
- デザイン：蚊戸芳美
- 特殊装置：勝大輔
- メイク：藤田三奈
- CGプロデューサー：八木真一郎（TBSテレビ）
- CGデザイン：岩屋朝仁（TBSテレビ）
- 編集：立木規之、徐健、峯村憲輝
- MA：大脇唯矢、横井秀也、阿部雄太、長田浩幸
- 宣伝：中島聡（TBSテレビ）
- AD：菊池菜都美、力石結実、武田真世、節田紗菜
- AP：山本敦美、信澤夢乃
- ディレクター：山橋愛佳、佐藤駿、青木香澄（IVSテレビ制作）、滝島春樹
- 演出：中根三美、武田喜栄、多田隆人、須原淳一郎（IVSテレビ制作）
- プロデューサー：湯田遥水（HiHo-TV）
- EP：小林弘典（TBSテレビ）

## ネット局
第1弾
| 放送対象地域 | 放送局           | 系列    | 放送日・放送時間（JST）             | 備考・脚注 |
| ------------ | ---------------- | ------- | ----------------------------------- | ---------- |
| 関東広域圏   | TBSテレビ（TBS） | TBS系列 | 2021年3月27日（土曜） 14:00 - 15:00 | 【制作局】 |
| 近畿広域圏   | 毎日放送（MBS）  | TBS系列 | 2021年7月26日（月曜） 23:56 - 0:53  | 遅れネット |

第2弾
| 放送対象地域   | 放送局                    | 系列    | 放送日・放送時間（JST）             | 備考・脚注 |
| -------------- | ------------------------- | ------- | ----------------------------------- | ---------- |
| 関東広域圏     | TBSテレビ（TBS）          | TBS系列 | 2021年6月29日（火曜） 22:00 - 22:57 | 【制作局】 |
| 北海道         | 北海道放送（HBC）         | TBS系列 | 2021年6月29日（火曜） 22:00 - 22:57 | 同時ネット |
| 青森県         | 青森テレビ（ATV）         | TBS系列 | 2021年6月29日（火曜） 22:00 - 22:57 | 同時ネット |
| 岩手県         | IBC岩手放送（IBC）        | TBS系列 | 2021年6月29日（火曜） 22:00 - 22:57 | 同時ネット |
| 宮城県         | 東北放送（TBC）           | TBS系列 | 2021年6月29日（火曜） 22:00 - 22:57 | 同時ネット |
| 山形県         | テレビユー山形（TUY）     | TBS系列 | 2021年6月29日（火曜） 22:00 - 22:57 | 同時ネット |
| 福島県         | テレビユー福島（TUF）     | TBS系列 | 2021年6月29日（火曜） 22:00 - 22:57 | 同時ネット |
| 山梨県         | テレビ山梨（UTY）         | TBS系列 | 2021年6月29日（火曜） 22:00 - 22:57 | 同時ネット |
| 長野県         | 信越放送（SBC）           | TBS系列 | 2021年6月29日（火曜） 22:00 - 22:57 | 同時ネット |
| 新潟県         | 新潟放送（BSN）           | TBS系列 | 2021年6月29日（火曜） 22:00 - 22:57 | 同時ネット |
| 静岡県         | 静岡放送（SBS）           | TBS系列 | 2021年6月29日（火曜） 22:00 - 22:57 | 同時ネット |
| 富山県         | チューリップテレビ（TUT） | TBS系列 | 2021年6月29日（火曜） 22:00 - 22:57 | 同時ネット |
| 石川県         | 北陸放送（MRO）           | TBS系列 | 2021年6月29日（火曜） 22:00 - 22:57 | 同時ネット |
| 中京広域圏     | CBCテレビ（CBC）          | TBS系列 | 2021年6月29日（火曜） 22:00 - 22:57 | 同時ネット |
| 近畿広域圏     | 毎日放送（MBS）           | TBS系列 | 2021年6月29日（火曜） 22:00 - 22:57 | 同時ネット |
| 鳥取県・島根県 | 山陰放送（BSS）           | TBS系列 | 2021年6月29日（火曜） 22:00 - 22:57 | 同時ネット |
| 岡山県・香川県 | RSK山陽放送（RSK）        | TBS系列 | 2021年6月29日（火曜） 22:00 - 22:57 | 同時ネット |
| 広島県         | 中国放送（RCC）           | TBS系列 | 2021年6月29日（火曜） 22:00 - 22:57 | 同時ネット |
| 山口県         | テレビ山口（tys）         | TBS系列 | 2021年6月29日（火曜） 22:00 - 22:57 | 同時ネット |
| 愛媛県         | あいテレビ（ITV）         | TBS系列 | 2021年6月29日（火曜） 22:00 - 22:57 | 同時ネット |
| 高知県         | テレビ高知（KUTV）        | TBS系列 | 2021年6月29日（火曜） 22:00 - 22:57 | 同時ネット |
| 福岡県         | RKB毎日放送（RKB）        | TBS系列 | 2021年6月29日（火曜） 22:00 - 22:57 | 同時ネット |
| 長崎県         | 長崎放送（NBC）           | TBS系列 | 2021年6月29日（火曜） 22:00 - 22:57 | 同時ネット |
| 熊本県         | 熊本放送（RKK）           | TBS系列 | 2021年6月29日（火曜） 22:00 - 22:57 | 同時ネット |
| 大分県         | 大分放送（OBS）           | TBS系列 | 2021年6月29日（火曜） 22:00 - 22:57 | 同時ネット |
| 宮崎県         | 宮崎放送（MRT）           | TBS系列 | 2021年6月29日（火曜） 22:00 - 22:57 | 同時ネット |
| 鹿児島県       | 南日本放送（MBC）         | TBS系列 | 2021年6月29日（火曜） 22:00 - 22:57 | 同時ネット |
| 沖縄県         | 琉球放送（RBC）           | TBS系列 | 2021年6月29日（火曜） 22:00 - 22:57 | 同時ネット |

第3弾
| 放送対象地域   | 放送局                    | 系列    | 放送日・放送時間（JST）             | 備考・脚注 |
| -------------- | ------------------------- | ------- | ----------------------------------- | ---------- |
| 関東広域圏     | TBSテレビ（TBS）          | TBS系列 | 2021年9月15日（水曜） 20:00 - 21:57 | 【制作局】 |
| 北海道         | 北海道放送（HBC）         | TBS系列 | 2021年9月15日（水曜） 20:00 - 21:57 | 同時ネット |
| 青森県         | 青森テレビ（ATV）         | TBS系列 | 2021年9月15日（水曜） 20:00 - 21:57 | 同時ネット |
| 岩手県         | IBC岩手放送（IBC）        | TBS系列 | 2021年9月15日（水曜） 20:00 - 21:57 | 同時ネット |
| 山形県         | テレビユー山形（TUY）     | TBS系列 | 2021年9月15日（水曜） 20:00 - 21:57 | 同時ネット |
| 福島県         | テレビユー福島（TUF）     | TBS系列 | 2021年9月15日（水曜） 20:00 - 21:57 | 同時ネット |
| 山梨県         | テレビ山梨（UTY）         | TBS系列 | 2021年9月15日（水曜） 20:00 - 21:57 | 同時ネット |
| 長野県         | 信越放送（SBC）           | TBS系列 | 2021年9月15日（水曜） 20:00 - 21:57 | 同時ネット |
| 新潟県         | 新潟放送（BSN）           | TBS系列 | 2021年9月15日（水曜） 20:00 - 21:57 | 同時ネット |
| 静岡県         | 静岡放送（SBS）           | TBS系列 | 2021年9月15日（水曜） 20:00 - 21:57 | 同時ネット |
| 富山県         | チューリップテレビ（TUT） | TBS系列 | 2021年9月15日（水曜） 20:00 - 21:57 | 同時ネット |
| 石川県         | 北陸放送（MRO）           | TBS系列 | 2021年9月15日（水曜） 20:00 - 21:57 | 同時ネット |
| 近畿広域圏     | 毎日放送（MBS）           | TBS系列 | 2021年9月15日（水曜） 20:00 - 21:57 | 同時ネット |
| 岡山県・香川県 | RSK山陽放送（RSK）        | TBS系列 | 2021年9月15日（水曜） 20:00 - 21:57 | 同時ネット |
| 山口県         | テレビ山口（tys）         | TBS系列 | 2021年9月15日（水曜） 20:00 - 21:57 | 同時ネット |
| 愛媛県         | あいテレビ（ITV）         | TBS系列 | 2021年9月15日（水曜） 20:00 - 21:57 | 同時ネット |
| 高知県         | テレビ高知（KUTV）        | TBS系列 | 2021年9月15日（水曜） 20:00 - 21:57 | 同時ネット |
| 長崎県         | 長崎放送（NBC）           | TBS系列 | 2021年9月15日（水曜） 20:00 - 21:57 | 同時ネット |
| 熊本県         | 熊本放送（RKK）           | TBS系列 | 2021年9月15日（水曜） 20:00 - 21:57 | 同時ネット |
| 大分県         | 大分放送（OBS）           | TBS系列 | 2021年9月15日（水曜） 20:00 - 21:57 | 同時ネット |
| 沖縄県         | 琉球放送（RBC）           | TBS系列 | 2021年9月15日（水曜） 20:00 - 21:57 | 同時ネット |

第4弾
第5弾